# حسین فرهادی
حسین فرهادی زبان‌شناس کاربردی ایرانی است و بیش از چهل سال سابقه تحصیل، تدریس و تحقیق در داخل و خارج از ایران دارد. وی در دانشگاه‌هایی از جمله دانشگاه تربیت معلم، دانشگاه علم و صنعت ایران، تهراندر ایران، UCLA، دانشگاه شناندوآ در ایالات متحده، دانشگاه آمریکایی ارمنستان در ایروان، ارمنستان و دانشگاه یدیتپ در استانبول ترکیه کار کرده‌است. وی در طول دوره حرفه ای خود، بسیاری از زبان شناسان کاربردی و مدرسین دانشگاه را آموزش داده‌است.

## اوایل زندگی
فرهادی در سال ۱۹۴۷ در شهر چالدران، استان آذربایجان غربی در ایران متولد شد. تحصیلات ابتدایی و متوسطه را در همان شهر گذراند.

## تحصیلات عالی
در سال ۱۹۶۷ فرهادی در دانشگاه تهران پذیرفته شد و در آنجا دوره کارشناسی را در رشته زبان و ادبیات انگلیسی به پایان رساند. پس از ۶ سال تدریس زبان انگلیسی به عنوان زبان خارجی در دبیرستانهای ایران، برای ادامه تحصیل در دانشگاه کالیفرنیا، لس آنجلس بورسیه شد و در آنجا دوره‌های کارشناسی ارشد و دکترا را در چهار سال از ۱۹۷۶ تا ۱۹۸۰ گذراند. اتمام دوره تحصیل در این مدت کوتاه به عنوان رکوردی در تاریخ دانشگاه کالیفرنیا، لس آنجلس بوده‌است.

## زندگی آکادمیک
فرهادی در کنفرانسهایی در سطوح مختلف فنی از جمله کنوانسیون تحقیقات آزمایش زبان (LTRC)، انجمن آمریکایی زبانشناسی کاربردی (AAAL)، انجمن اتحادیه اروپا انجمن آزمون زبان (EALTA)، کنوانسیون TESOL، آسیا TEFL، دومین مجمع یادگیری زبان، جنوب انجمن تحقیقات ارزیابی زبان کالیفرنیا (SCALAR)، آزمون زبان سواحل شرقی (ECOLT) و انجمن تست زبان ژاپن (JALT). این فعالیت‌های متنوع به وی فرصت داده‌است تا در سطوح مختلف فنی در زمینه‌های مختلف زبانشناسی کاربردی از جمله آزمون زبان، ارزیابی کلاس، زبان انگلیسی برای اهداف خاص (ESP)، خواندن، ترجمه و تعدادی دیگر بنویسد. بیشتر کارهای وی متمرکز بر تحقیقات در زمینه آزمون سازی و ارزیابی زبان است.